# Sciara hirtilineatoides
Sciara hirtilineatoides är en tvåvingeart som beskrevs av Senior-white 1921. Sciara hirtilineatoides ingår i släktet Sciara och familjen sorgmyggor. Inga underarter finns listade i Catalogue of Life.